# Placówka Straży Granicznej I linii „Kościelisko”
Placówka Straży Granicznej I linii „Kościelisko” – jednostka organizacyjna Straży Granicznej pełniąca służbę ochronną na granicy polsko-czechosłowackiej w okresie międzywojennym.

## Formowanie i zmiany organizacyjne
Rozporządzeniem Prezydenta Rzeczypospolitej Polskiej Ignacego Mościckiego z 22 marca 1928 roku, do ochrony północnej, zachodniej i południowej granicy państwa, a w szczególności do ich ochrony celnej, powoływano z dniem 2 kwietnia 1928 roku  Straż Graniczną.
Rozkazem nr 5 z 16 maja 1928 roku w sprawie organizacji Małopolskiego Inspektoratu Okręgowego dowódca Straży Granicznej gen. bryg. Stefan Pasławski określił strukturę organizacyjną komisariatu SG „Zakopane”. Placówka Straży Granicznej I linii „Kościelisko” znalazła się w jego strukturze.

## Służba graniczna
Wydarzenia
W sierpniu 1939 strażnik graniczny placówki „Kościelisko” zastrzelił przemytnika–agenta obcego wywiadu.
Sąsiednie placówki
- placówka Straży Granicznej I linii „Witów” ⇔ placówka Straży Granicznej I linii „Jaszczurówka”− 1928[2]

## Kierownicy placówki
- przodownik Józef Rożek[4]